# معركة الخنافس
معركة «الخنافس» بين المسلمين بقيادة عروة بن الجعد البارقي ونصارى العرب أثناء الفتح الإسلامي للعراق، وقد انتصر المسلمون في هذه المعركة في يوم (11 من شعبان 12هـ / 21 من أكتوبر 633م).